# Rhinopteridae
Famille
Rhinopteridae est une famille de raies.
Il s'agit d'une famille non reconnue par FishBase qui place son unique genre dans la famille Myliobatidae.

## Liste des genres
- genre Rhinoptera Cuvier, 1829